# تور هاكون هولت
تور هاكون هولت (بالنرويجية البوكمول: Tor Håkon Holte)‏ هو متزحلق نرويجي، ولد في 1 أغسطس 1958 في درامن في النرويج.

## وصلات خارجية
- تور هاكون هولت على موقع الاتحاد الدولي للتزلج (التزلج الريفي) (الإنجليزية)
- تور هاكون هولت على موقع أوليمبيديا (الإنجليزية)